# 奧澤拉 (布恰區)
奧澤拉（烏克蘭語：Озера），是烏克蘭中北部基輔州布恰区霍斯托梅尔市镇内的村落。面積17平方公里，海拔高度143米，2001年人口819，人口密度每平方公里48.2人。